# Tatort: Kaltes Herz
Kaltes Herz ist ein Fernsehfilm aus der Kriminalreihe Tatort. Der vom Westdeutschen Rundfunk unter der Regie von Thomas Jauch produzierte Film wurde am 21. März 2010 im Ersten Programm der ARD ausgestrahlt. Es ist der 46. Fall des Kölner Ermittler-Teams Ballauf und Schenk und die 759. Tatortfolge.

## Handlung
Mario Steinbrück, Mitarbeiter des Jugendamtes, wird in einer Privatwohnung tot aufgefunden. Er wurde mit mehreren Messerstichen getötet, und weder die Mieterin, Stefanie Karstmann, noch ihre vierjährige Tochter sind in der Wohnung auffindbar. Ballauf telefoniert mit dem Jugendamt und erfährt, dass Steinbrück das Kind am Abend zuvor abholen sollte, um es in ein Heim zu bringen. Noch in der Phase der Spurensicherung erscheint Stefanie Karstmann und fragt erregt nach ihrer Tochter. Schenk muss erfahren, dass sie ihr Kind eingeschlossen und allein gelassen hatte, um sich die halbe Nacht zu amüsieren. Sie gibt zu, Steinbrück zu kennen und von ihm regelmäßig betreut zu werden. Sie verdächtigt sofort den Vater ihrer Tochter, Michael Donker, der früher schon einmal Clara entführt habe. Ballauf und Schenk suchen ihn auf, doch ist das Kind nicht bei ihm. Ein Alibi für den Abend zuvor kann er aufweisen. Vorsichtshalber lassen sie Donker aber überwachen.
Ballauf spricht mit dem Leiter des Jugendamtes, der ihn an Steinbrücks ehemaligen Kollegen Matthias Hellwig verweist. Dieser berichtet, dass Stefanie Karstmann schon einmal vor einem halben Jahr das Sorgerecht entzogen worden sei, da sie überfordert gewesen sei und das Kind vernachlässigt habe. Nachdem sie ihre Auflagen erfüllt hatte, gab man ihr das Mädchen zurück. Da sie aber in ihre alten Verhaltensmuster zurückfiel, sollte Clara jetzt endgültig in ein Heim gebracht werden. Obwohl Stefanie Karstmann als aggressiv bekannt ist, traut Hellwig ihr keinen Mord zu.
Auf der Suche nach Clara befragen Ballauf und Schenk auch die Nachbarn, die angeben, das Kind schon eine Weile nicht mehr gesehen zu haben. Auch in der Kindertagesstätte ist Clara seit einer Woche nicht gewesen. Daher werden auch die Medien eingeschaltet. Auch ist nicht auszuschließen, dass Stefanie Karstmann ihrer Tochter etwas angetan hat, wofür die Ermittler, nach längerem Suchen, zum Glück keinen Beweis finden.
Ballauf und Schenk durchleuchten das Privatleben des Opfers und finden heraus, dass es vor gut einem Jahr ein Verhältnis zu einer Klientin hatte. Sie ist drogenabhängig und Steinbrück hat versucht, ihr bei einem Entzug zu helfen. Als die Ermittler sie aufsuchen, finden sie sie bewusstlos vor. Sie lassen sie in eine Klinik bringen und befragen sie, als sie vernehmungsfähig ist. Sie gibt an, dass sie zu Steinbrück auch nach ihrer Trennung immer noch Kontakt hatte. Sie trafen sich ab und zu, immer wenn sie Geld für Drogen brauchte. So auch vor ein, zwei Tagen, aber da habe er ihr nichts gegeben. Deshalb habe sie ihm sein Handy und den Wohnungsschlüssel gestohlen und dort dann noch seinen Laptop entwendet. Das Handy habe sie bereits weiterverkauft. Im Laptop findet Ballauf eine Stellungnahme Steinbrücks, dass der Pflegefamilie Küppers nie wieder Kinder anvertraut werden sollten. Diese Familie hat Steinbrück unmittelbar vor Karstmann besucht. Umgehend begeben sich die Ermittler dorthin. Tanja Küppers erklärt, dass es nur ein Missverständnis gegeben habe, das sie jedoch hätten klären können. Eines ihrer Pflegekinder ist Jenny Wande, und die Recherche ergibt, dass sie rege mit Steinbrück in Handykontakt gestanden hat. Auf Nachfrage erklärt die Jugendliche, dass sie ihm häufig Fotos und Filme als MMS geschickt habe, damit er sehen konnte, wie gut es hier allen gehe. Noch auf dem Hof der Küppers erreicht die Ermittler ein Notruf, dass Claras Mutter dabei ist, die Nerven zu verlieren. Sie hat Michael Donker niedergestochen, da sie felsenfest davon überzeugt ist, dass er ihr das Kind wegnehmen wolle. Ballauf gelingt es, die Situation unter Kontrolle zu bringen, und Schenk hofft, dass Donker das Kind nicht versteckt hat. Denn wenn er die Attacke nicht überleben sollte, würde es schwierig werden, das Mädchen zu finden.
Ballauf und Schenk halten es für möglich, dass die Küppers Steinbrück umgebracht haben, um ihre Pflegekinder zu behalten und sich damit auch ihr Einkommen zu sichern. Ihre finanzielle Situation ist angespannt und ohne das Pflegegeld könnten sie ihren Hof nicht halten. Auch Jenny Wande hätte ein Motiv. Schließlich war sie glücklich, endlich in eine Familie gekommen zu sein, die sie liebt und so akzeptiert, wie sie ist. Wenn Steinbrück das Gutachten abgegeben hätte, würde sie das alles verlieren.
Franziska konnte Steinbrücks Handy wiederfinden und bei der Durchsicht der SIM-Karte entdecken Ballauf und Schenk auf den Filmen, die Jenny an Steinbrück geschickt hatte, um zu zeigen, wie gut es allen geht, dass dort sechs Kinder spielen und nicht nur drei, wie offiziell vorgesehen. Schenk meint, auch Steinbrück könnte dies aufgefallen sein, weshalb er das Schreiben verfasst haben dürfte. Um zu klären, wie die Küppers zu den zusätzlichen Pflegekindern gekommen sind, recherchieren die Ermittler im Archiv des Jugendamtes. Hier finden sie Hinweise darauf, dass Kinder als im Heim versorgt abgerechnet wurden, in Wirklichkeit aber die kostengünstigere Privatpflege erhalten haben. Als Vermittler und Nutznießer der Differenzsumme für diese Pflegekinder kommt für sie nur Matthias Hellwig in Betracht, der im Finanzbereich des Jugendamtes arbeitet. Als sie ihn festnehmen, gibt er an: Er habe einfach nur raus wollen, weil er das Elend nicht mehr habe mitansehen können, das ihm täglich begegnete und wogegen er im Endeffekt nichts machen konnte. Er habe nur mit Steinbrück reden wollen, aber der habe ihn nur beschimpft, da habe er zugestochen. Als Schenk nach Clara fragt, leugnet er, das Kind entführt zu haben. Somit kommt tatsächlich nur Claras Vater in Frage, der dann endlich verrät, wo er das Kind versteckt hat. Ballauf und Schenk finden das Mädchen unversehrt bei einer alten Dame, die Michael Donker schon seit seiner Kindheit kennt und die er gebeten hat, auf seine Tochter aufzupassen.

## Hintergrund
Kaltes Herz wurde von Colonia Media im Auftrag des WDR  produziert. Die Dreharbeiten erfolgten in Köln und der Umgebung von Köln.
Teile des Films wurden im Historischen Stadtarchiv Kölns gedreht, das wenige Tage später einstürzte. Somit hat dieser Tatort tatsächlich historischen Charakter bekommen.
In einer belanglosen Nebenszene trifft Schenk im Präsidium auf den Kriminalassistenten Karlsen, ein Kollege von Lürsen und Stedefreund, der zu einer Weiterbildung in Köln ist.

## Rezeption

### Einschaltquoten
Bei seiner Erstausstrahlung am 21. März 2010 wurde die Folge Kaltes Herz in Deutschland von 9,88 Millionen Zuschauer gesehen, was einem Marktanteil von 26,60 Prozent entsprach.

### Kritik
Rainer Tittelbach von tittelbach.tv bewertete diesen Tatort als völlige Katastrophe und schreibt: „So wie die Kommissare durch den Fall, so stolpern die Autoren durch die Story. […] Das Drehbuch bewegt sich an der Grenze zum dramaturgischen Missbrauch sozialer Notlagen. Um den Hormonhaushalt des Zuschauers anzukurbeln, werden mal eben die Kinder von der Pflegefamilie weggeholt. Die haben mit der Handlung zwar nicht viel zu tun, aber ein Emotionskick ist das allemal.“
Ebenso meint Jürgen Kaube bei der Frankfurter Allgemeinen, dieser Tatort wäre: „Ein einziges Trauerspiel. […] Die Frage, ob es für Kinder in verwahrlosten Milieus Hoffnung gibt, erdrückt die Geschichte.“
Tilmann P. Gangloff lobt dagegen bei Kino.de den Tatort und schreibt: „Der krimiversierte Thomas Jauch inszeniert den ‚Tatort‘ mit fast schon aufreizender Zurückhaltung. Bildgestaltung und Musik sind äußerst sparsam. Der Regisseur erweist sich somit als genauso langmütig wie seine Protagonisten. ‚Kaltes Herz‘ ist ein Geduldsspiel, in jeder Hinsicht. […] Trotzdem ist der Film keineswegs langweilig. Neben der Suche nach dem Mörder lebt er naturgemäß auch von der bangen Frage, was aus dem verschwundenen Kind geworden ist.“
Die Kritiker der Fernsehzeitschrift TV Spielfilm urteilen: „Gut gemeint ist nicht gut gemacht: Bei dem Sprint durch Behördenalltag und Hartz-IV-Elend bleibt die Figurenzeichnung ebenso auf der Strecke wie die Handlung. Schade. Fazit: Viel Elend, null Logik und kaum Spannung.“

### Trivia
Freddy Schenks Dienstwagen: Ford Courier Sedan Delivery, zweifarbig (blau und schwarz), Kennzeichen K-XL 550. Dies ist, wie das Wort Delivery (englisch für Lieferung) in der Typenbezeichnung schon ahnen lässt, ein Lieferwagen. Er ist baugleich mit dem zweitürigen Kombi Ford Ranchwagon, hat aber hinten nur Laderaum, also weder Sitze noch Seitenscheiben. Dies ist das bislang älteste von Schenk präsentierte Auto. Beide, Schenk und der Ford, sind Jahrgang 1958.